# Горнє Покуп'є
45°34′ пн. ш. 15°31′ сх. д. / 45.56° пн. ш. 15.51° сх. д.
Горнє Покуп'є (хорв. Gornje Pokupje) — населений пункт у Хорватії, у Карловацькій жупанії у складі міста Озаль.

## Населення
Населення за даними перепису 2011 року становило 160 осіб.
Динаміка чисельності населення поселення: